# Amyna
Amyna är ett släkte av fjärilar. Amyna ingår i familjen nattflyn.

## Bildgalleri

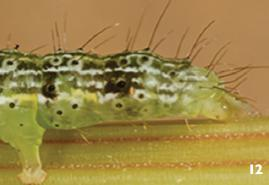
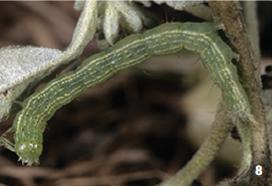
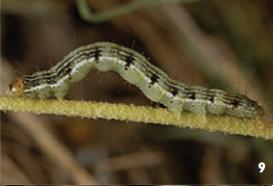
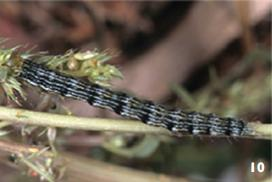
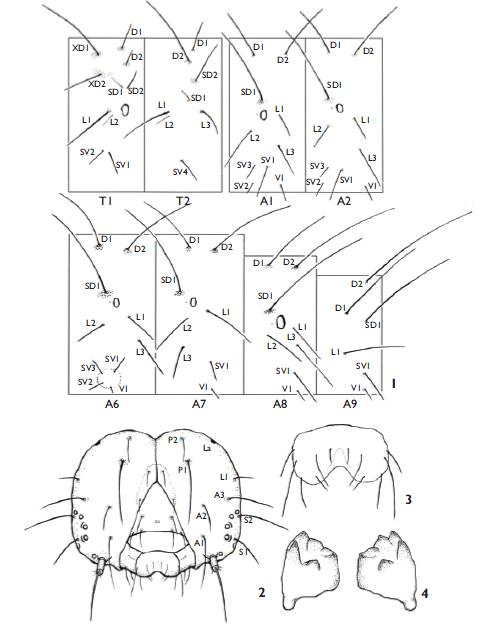
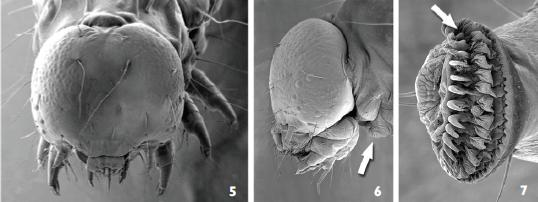

## Dottertaxa tillAmyna, i alfabetisk ordning[1]
- Amyna acuta
- Amyna amplificans
- Amyna annulata
- Amyna brunnea
- Amyna bullula
- Amyna concolorata
- Amyna flavirena
- Amyna griseola
- Amyna impedita
- Amyna imprimata
- Amyna insularum
- Amyna latipennis
- Amyna magnifoveata
- Amyna mexicana
- Amyna natalensis
- Amyna natalica
- Amyna paradoxa
- Amyna poecila
- Amyna punctum
- Amyna rubrirena
- Amyna ruptirena
- Amyna selenampha
- Amyna spoliata
- Amyna subtracta
- Amyna tecta
- Amyna tristis
- Amyna trivenefica
- Amyna urba
- Amyna virbioides